# District de Nyarugenge
Le district de Nyarugenge est un district qui se trouve dans la province de Kigali Ville au Rwanda.

## Localisation
Le district de Nyarugenge s'étend directement sur les pentes orientales du mont Kigali.
L'association Green Fighters fondée par Grace Ineza Umuhoza intervient en collaboration avec l'université du Rwanda pour former les élèves de l'enseignement primaire à prendre soin de l'environnement. Dès avril 2018, dix écoles sont impliquées dans le dispositif et un nettoyage citoyen permet le ramassage d'une tonne de plastique dans le district de Nyarugenge.